# 中村六三郎
中村 六三郎（なかむら ろくさぶろう、天保12年（1841年） - 明治40年（1907年））は、長崎出身の教育者である。三菱商船学校（後官立東京商船学校）初代校長、日本海員掖済会創立に参与した。

## 人物・略歴
長崎西浜町呉服舗の藤井太兵衛と妻のぶ（村山氏）の次男として生まれる。六三郎は異母兄（母は田島氏）幸之進が中村家の養嗣となっていたので、藤井家の父母の没後、六三郎は兄の子として中村家に引き取られた。13歳の時である。
六三郎は、15歳にして高島浅五郎（秋帆の長子）及び久松土岐太郎（秋帆の次男）の門に入ってオランダ砲術を学んだ。17歳にして長崎奉行所の命により蘭人教師ハントロイエンに就いて砲銃の火技を修めると、21歳で山本晴海に漢籍と武術を学び、23歳で高島流砲術家中島名左衛門に従って長門国の萩に赴き、同国藩士に砲術火工の諸術を伝えた。
24歳で帰崎して英語を学習、25歳で再び奉行所命によって在泊の英国軍艦に至り、海軍用兵の一班を修行した。26歳で兵学師範役久松忠論の塾頭として薩・土・肥・築勢など諸藩士に英式砲術を授け、27歳で長崎界隈の農兵を以て編成せる砲隊の指揮を執る（この兵隊は後に振遠隊と号した）。
幕府が瓦解し、明治元年3月、部下の諸兵を置く長崎駐屯の官軍に交付し、同士数名と江戸へ出で、さきに長崎において知遇を受けし勝海舟に頼る。8月徳川慶喜に隋って駿府城外の割付を為し、11月沼津に移住する。
明治2年東京に上り、赤松則良（後、海軍中将男爵）の塾に入塾。算数・測量を習業し、3年大学中得業生より累進し、8年広島師範学校校長となる。時に、前島密は郵便汽船三菱会社に補助金を給付して商船学校を創立させ、11月に六三郎を薦めて該校の主幹とした。
明治15年官立東京商船学校長に任じ、後、大阪・函館商船学校両分校長を兼職せしことがある。
明治27年11月に辞す。六三郎が日本海員掖済会の創立に参与した。
明治40年9月、脳溢血で死亡。享年67。

## 系譜・家族
中村氏は大村丹後守の家系で、肥前東彼杵郡大村の出身である。
六三郎の妻みや（平野富二の母方の従姉妹）は、福岡で没したが、恐らく長女ふみが大森治豊の許に嫁いでいたので、そこを頼って六三郎の死後約1年間を過ごしたのであろう。

## 墓所・記念碑
六三郎は、沼津蓮光寺に埋葬された。
長崎市内の諏訪公園に顕彰碑がある。撰文は前島密で、明治42年10月24日に除幕式が行われた。
子孫は長崎市に在住

## 著書
小学幾何用法（明治九年訳本）上中・下・付録

## その他
平成23年11月「第25回長崎ウーマンズウォークラリー」に初登場。
| 公職          | 公職                  | 公職          |
| ------------- | --------------------- | ------------- |
| 先代 久保田譲 | 広島師範学校長 1875年 | 次代 松本正凝 |